# 克厄湾铁路
克厄湾铁路（丹麦语：Køge Bugt-banen）是位于丹麦西兰岛的一条复线铁路，由丹麦国家铁路下属的哥本哈根市郊铁路负责运营，大致呈东北—西南走向。东北端终点位于哥本哈根火车总站，西南端终点位于克厄站。1972年10月1日首通，1983年9月25日全线通车。全长39千米。现拥有19座运营中车站。
哥本哈根市郊铁路虽为丹麦国家铁路的下属单位，但哥本哈根市郊铁路的电气化铁路供电制式却与丹麦的主线铁路并不相同。包括克厄湾铁路在内的哥本哈根市郊铁路所使用的铁路线路采用直流 1650伏 架空电缆供电，丹麦国家铁路所属的主线铁路采用交流 25千伏 50赫兹 架空电缆供电。这使得两者的电气化火车难以通用，哥本哈根市郊铁路的轨道亦与主线铁路相对独立，尽管很多车站共用。

## 历史
克厄湾铁路是哥本哈根市郊铁路所使用的7条铁路线路之一，通车至今仅由哥本哈根市郊铁路使用。该铁路线路在论证初期曾定位为旅游铁路。20世纪六七十年代随着沿线大开发使得人口增加，规划中的该线转变为通勤铁路。1972年10月1日首段通车，首通线路为哥本哈根火车总站⟷瓦伦斯拜克站区间。1976年9月26日，瓦伦斯拜克站↔洪迪厄站区间通车。1979年9月30日，洪迪厄站⟷索尔勒斯特兰站区间通车。1983年9月25日，索尔勒斯特兰站⟷克厄站区间通车，至此克厄湾铁路全线贯通。克厄湾铁路全线贯通后，哥本哈根至克厄间有了直接的铁路连接，不再需要绕行罗斯基勒。

## 运营中车站
| 站名             | 里程     | 途经哥本哈根市郊铁路线路 |
| ---------------- | -------- | ------------------------ |
| 哥本哈根火车总站 | 0千米    |                          |
| 迪伯尔桥站       | 0.9千米  |                          |
| 南港站           | 2.9千米  |                          |
| 谢勒站           | 3.8千米  |                          |
| 哥本哈根南站     | 4.4千米  |                          |
| 溪田站           | 6.3千米  |                          |
| 自由站           | 7.8千米  |                          |
| 阿韦兹厄勒站     | 9.6千米  |                          |
| 布伦比海滩站     | 11.9千米 |                          |
| 瓦伦斯拜克站     | 14.1千米 |                          |
| 伊斯霍伊站       | 16.4千米 |                          |
| 洪迪厄站         | 18.7千米 |                          |
| 格雷沃站         | 21.8千米 |                          |
| 卡尔斯隆讷站     | 24.2千米 |                          |
| 索尔勒斯特兰站   | 29.3千米 |                          |
| 耶西站           | 30.8千米 |                          |
| 克厄北站         | 35.3千米 |                          |
| 厄尔比站         | 36.3千米 |                          |
| 克厄站           | 39千米   |                          |

注1：哥本哈根市郊铁路E线仅在周一至周五白天开行。夜间及周末时段哥本哈根市郊铁路A线与哥本哈根市郊铁路E线合并为哥本哈根市郊铁路A线，这时的哥本哈根市郊铁路A线同时停靠两者所属的车站。
注2：哥本哈根市郊铁路Bx线仅在工作日高峰时段开行。
注3：哥本哈根市郊铁路H线仅在周一至周五白天开行。